# Ниреј
Ниреј (грч. Νιρεύς) је у грчкој митологији било име више личности. 

## Митологија
1. Син Харопа и Аглаје, учесник тројанског рата. Владао је острвом Симом, које је било мало, тако да је пред Троју довео свега три лађе. Према неким изворима, владао је делом Книдоса. Ратовао је у Мизији, заједно са Ахилом и убио је Телефову супругу Хијеру. Њега је убио Еурипил, Телефов син или Енеја, а по другом предању се то није десило, већ се након пада Троје преселио у Полу, односно данашњу Пулу. Није био чувен по својим ратним вештинама, али је његова лепота била пословична.[1][2]
2. Син или миљеник Херакла, са којим је савладао лава на планини Хеликон.[2]
3. Син Посејдона и Канаке, који је био владар Тесалије.[3]